# Nie ma nic
Nie ma nic – utwór Kasi Cerekwickiej, wskazywany jako pierwszy singel promujący reedycję albumu Pokój 203, która ostatecznie nie została przez wytwórnię wydana. Do utworu nakręcono teledysk.
Utwór zajął czwarte miejsce w konkursie Polski Hit Lata podczas widowiska Sopot Hit Festiwal 2008.

## Pozycje na radiowych listach przebojów
| Kraj   | Lista (2008)            | Pozycja |
| ------ | ----------------------- | ------- |
| Polska | Wietrzne Radio (Top-15) | 6       |